# Guy de Bourgogne
Ne doit pas être confondu avec Gui de Bourgogne, le futur pape Calixte II.
Guy de Bourgogne (né en Bourgogne et mort à Rome le 20 mai 1272) est un cardinal français du XIIIe siècle. Il est membre de l'ordre de Cîteaux.

## Biographie
Guy de Bourgogne est élu 23e abbé de Cîteaux en 1257.
Le pape Urbain IV le crée cardinal lors du consistoire du 22 mai 1262. Il participe à l'élection papale de 1264-1265, lors duquel  Clément IV est élu.
En 1266 il est légat apostolique au Danemark, en Suède, en Norvège, au Saxe et en Allemagne. Il participe aussi à l'élection pontificale de 1268-1271, qui conduit à l'élection de Grégoire X.